# Шадурка (Гадячский район)

Шадурка (укр. Шадурка) — село,
Мартыновский сельский совет,
Гадячский район,
Полтавская область,
Украина.
Код КОАТУУ — 5320484706. Население по переписи 2001 года составляло 70 человек.

## Географическое положение
Село Шадурка находится на расстоянии в 1 км от сёл Мартыновка и Великое.
Рядом проходит автомобильная дорога Т-1705.

## История
- 1861 — дата основания.